# Bella Bettien
Bella Bettien is een Nederlandse telefilm uit 2002 onder regie van Hans Pos, over het leven van de drugscrimineel Bettien Martens. De film is een bewerking van een biografie geschreven door Frank Bovenkerk. De film werd genomineerd voor een Gouden Kalf.

## Verhaal
De film toont hoe Martens al op jonge leeftijd in aanraking komt met drugs. De jaren daarna is ze tussenpersoon voor verkopers en klanten, wat haar geen windeieren legt en haar een gestage carrière laat doormaken. In 1992 komt hier een einde aan: bij een grootscheepse politieactie wordt Martens in Rome, op het Piazza Navona, gearresteerd.

## Rolverdeling
| Acteur            | Personage              |
| ----------------- | ---------------------- |
| Thekla Reuten     | Bettien                |
| Kim van Kooten    | Monique                |
| Daniël Boissevain | Beto                   |
| Dimme Treurniet   | Frits                  |
| Petra Laseur      | Moeder                 |
| Fedja van Huêt    | Paul                   |
| Robert Reina      | Alberto Morientes      |
| Thom Hoffman      | Frans van Rijn         |
| Edwin Jonker      | John                   |
| Bouke Jagt        | Bob                    |
| Koen De Bouw      | Velibor                |
| Dragan Bakema     | Slobodan               |
| Vincent Riotta    | Rico Morales           |
| Kevork Malikyan   | Demetrio Altafini      |
| Manuel Santos     | Lijfwacht van Altafini |